# Bang Yong-guk
Bang Yong-guk (방용국?), conosciuto semplicemente come Yong-guk, Bang o Jepp Blackman (Incheon, 31 marzo 1990) è un cantante, compositore e rapper sudcoreano.
Ex membro e leader del gruppo kpop sud coreano "B.A.P"
Nel 2007, Yong-guk faceva parte di un gruppo hip-hop underground chiamato Soul Connection. Nel marzo 2011, ha partecipato nella canzone "Going Crazy" di Jieun e il singolo diventò la hit numero uno in Corea del Sud. Prima del debutto dei B.A.P, la TS Entertainment formò una sub-unit chiamata Bang&Zelo con il membro dei B.A.P Zelo, e pubblicarono il loro primo singolo "Never Give Up" nel novembre 2011.

## Biografia e carriera

### 1990-2010: Primi anni e inizio della carriera
Bang Yong-guk è nato ad Incheon, Corea del Sud, il 31 marzo 1990. Ha un fratello gemello più grande, Yong-nam, il quale ha anche lui partecipato a delle performance underground, e una sorella più grande, Natasha. Nonostante sia nato ad Incheon, lui e la sua famiglia si trasferirono sull'isola Ijak quando era giovane. Non fu capace di parlare fino a cinque anni. Dice di non avere molti ricordi riguardo al vivere sull'isola Ijak siccome la sua famiglia ha vissuto lì per un breve periodo di tempo per poi tornare ad Incheon. Yong-guk ha studiato alla Gae Woong Elementary School e alla Gae Woong Middle School, e a 18 anni si è diplomato alla Yoo Han High School. Nel 2008, era un membro di un gruppo hip hop underground chiamato "Soul Connection" sotto il nome di "Jepp Blackman" e il gruppo realizzò un singolo intitolato "Cherry Flower" (fiore di ciliegio). Quando gli fu chiesto come è diventato un cantante, Yong-guk commentò, "Riguarda la scuola media. A quel tempo, facevo hip-hop underground. Dopo essere diventato un adulto, sono stato presentato alla TS Entertainment dagli hyung degli Untouchable, e sono entrato così a far parte della compagnia. Dopo ciò, mi stavo preparando per i B.A.P e ho fatto altre attività promozionali, la durata della preparazione con i B.A.P era di circa un anno. Riguardo a me, mi ci sono voluti 6 anni prima che debuttassi.

### 2011: "Going Crazy", "I Remember" e Bang&Zelo
Il 3 marzo 2011 la TS Entertainment rivelò che Bang Yong-guk avrebbe partecipato come rapper in "Going Crazy" di Jieun. Il suo duetto con Jieun diventò un successo commerciale e critico, e i fan elogiarono la performance di Yong-guk per la sua voce "rauca e ardente". Il 12 marzo 2011, "Going Crazy" superò la classifica Gaon come con la classifica Gaon's Digital and Streaming. La canzone lo portò alla popolarità, visto che fu al top delle principali classifiche di ricerca sul portale in Corea del Sud dopo la pubblicazione della canzone. Dopo la pubblicazione di “Going Crazy”, Yong-guk è stato richiesto per molteplici apparenze in trasmissioni, dato che i rappresentanti espressero interesse nel suo "bel look e performance professionali". Ma la TS Entertainment declinò l'offerta e dichiarò che “È ancora un trainee quindi non è preparato ad apparire in nessuna trasmissione a parte per le promozioni di ‘Going Crazy’. Ad ogni modo, grazie di dare il vostro supporto ad un nuovo cantante”.
Nell'11 agosto 2011, la TS Entertainment pubblicò il singolo di Yong-guk, "I Remember" con la partecipazione di Yang Yoseob dei B2ST. La canzone diventò un moderato successo visto che arrivò nella Top 10 nelle classifiche 
in tempo reale in Corea del Sud dopo la sua pubblicazione e spiccò alla numero ventidue delle classifiche Gaon. Ad ogni modo, Bang Yong-guk e Yoseob non poterono eseguire la canzone alle stazioni di musica perché secondo la KBS, la canzone fu ritenuta inadatta per la trasmissione a causa di alcune scene contenenti sparatorie e violenza. Il 23 novembre 2011, la TS Entertainment formò una sub-unità chiamata Bang&Zelo dal gruppo sconosciuto B.A.P con il membro Zelo. Debuttarono con la canzone "Never Give Up" il 2 dicembre 2011.

### 2012-Presente: B.A.P
A marzo 2011, la TS Entertainment aveva già annunciato che avrebbero debuttato in una boy band nel 2012. Bang Yong-guk fu il primo membro ad essere rivelato nel prossimo gruppo della TS Entertainment con singoli come "Going Crazy" e "I Remember". Nell'agosto 2011, la TS Entertainment presentò il suo secondo membro, Kim Himchan, e rivelò che sarebbe stato un presentatore nello show di MTV "The Show". Nel novembre 2011, la TS Entertainment dichiarò che debutteranno una sub-unità per la loro prossima boy band, precedentemente conosciuta come "TS Baby" rappresentata da Bang Yong-guk e un altro membro. Infine però, la sub-unità fu chiamata "Bang&Zelo" in quanto il secondo membro a debuttare con Yong-guk fu Zelo. Il 26 gennaio 2012, Yong-guk vinse il Best Hip Hop Artist award agli awards 2012 di Allkpop.
I B.A.P debuttarono a gennaio 2012 con il loro primo singolo "Warrior". Il 28 gennaio 2012, il gruppo tenne il loro showcase di debutto a Seul, Corea del Sud con oltre 3,000 persone a partecipare. Il loro singolo di debutto incontrò la critica come vari media 
definirono la canzone e il suo video, "potente e carismatico". 
Nel 2014, dopo una serie di controversie in merito ai contratti considerati dai membri vantaggiosi solo per la loro agenzia di intrattenimento, viene intrapresa dal gruppo una battaglia legale nei confronti di TS Entertainment. La vicenda si conclude nel 2015 con un accordo tra le parti e il proseguimento della carriera musicale dei BAP al fianco di TS Entertainment.
Il 25 ottobre 2016, l'agenzia annuncia che Yongguk prenderà una pausa dalle attività promozionali del gruppo a causa di disturbi d'ansia. Riprende l'attività promozionale circa quattro mesi dopo.
In seguito al termine del suo contratto con TS Entertainment, il 19 agosto 2018 Yongguk decide di non rinnovare il contratto, lasciando quindi il gruppo. L'agenzia ne dà l'annuncio il 23 agosto 2018.

## Abilità artistiche e influenze
Yong-guk era il rapper principale del gruppo BAP. Oltre ad essere un ottimo cantante K-Pop, Yong-guk fa prevalentemente musica hip-hop. Cita 50 Cent, P. Diddy, Pharrell e altri rapper come sue influenze musicali. Bang Yong-guk commentò, "Il mio obiettivo fin dall'inizio non era diventare un cantante K-pop, ma vedendo i Supreme Team o i Dynamic Duo che hanno reso popolare la musica hip-hop (in Corea), volevo far parte di ciò e dare il mio contributo allo sviluppo del genere."
Oltre ad essere un rapper, è anche un compositore, avendo scritto da solo tutte le parti rap delle canzoni dei B.A.P, e avendo partecipato alla composizione di tutte le canzoni dei B.A.P nel loro album di debutto e in quelli a venire.

## Discografia

### Singoli digitali
| Anno | Informazione album                                              | Tracce                                        | Note                  |
| ---- | --------------------------------------------------------------- | --------------------------------------------- | --------------------- |
| 2008 | Cherry Flower - Pubblicato: 2008 - Lingua: coreano - Etichetta: | 1. "Cherry Flower" 2. "Cherry Flower" (Inst.) | con i Soul Connection |

### Singoli
| 2008 | "Cherry Flower" (con i Soul Connection) | —  | Digital single |
| 2011 | "I Remember" (featuring Yang Yoseob)    | 22 | Digital single |
| 2011 | "Never Give Up" (come Bang&Zelo)        | 65 | Digital single |
| "—" senza note significa che non sono entrati in classifica o non sono stati pubblicati in quella regione. |                                         |    |                |

### Featuring singoli
| 2011 | "Going Crazy" (con Jieun) | 1 | Digital single |
| "—" senza note significa che non sono entrati in classifica o non sono stati pubblicati in quella regione. |                           |   |                |

### Video musicali
| Anno | Video musicale  | Durata |
| ---- | --------------- | ------ |
| 2011 | "Going Crazy"   | 4:23   |
| 2011 | "I Remember"    | 4:23   |
| 2011 | "Never Give Up" | 4:27   |
| 2012 | For A Year      | 5:02   |

## Filmografia

### Film
| Anno | Titolo   | Ruolo | Note                      |
| ---- | -------- | ----- | ------------------------- |
| 2011 | Mr. Idol | Cameo | se stesso con Kim Himchan |

### Serie televisive
| Anno | Canale  | Show                               | Ruolo     | Note          |
| ---- | ------- | ---------------------------------- | --------- | ------------- |
| 2011 | MBC     | Lullu Lalla (일밤 룰루랄라 예고편) | se stesso | cast regolare |
| 2012 | SBS MTV | Ta-dah It's B.A.P                  | se stesso | cast regolare |
| 2012 | Mnet    | B.A.P's Killing Camp               | se stesso | cast regolare |

### Apparizioni in video musicali
| Anno | Video musicale        | Artista            | Ruolo               |
| ---- | --------------------- | ------------------ | ------------------- |
| 2011 | "Going Crazy"         | Jieun ft. Yong-guk | Stalker             |
| 2011 | "Shy Boy"             | Secret             | "Shy boy"           |
| 2011 | "Starlight Moonlight" | Secret             | Venditore biglietti |
| 2011 | "Never Give Up"       | Bang&Zelo          | Studente            |
| 2012 | "One Year"            | Zia                | Ragazzo arrabbiato  |

### Music shows
| Anno | Canale | Titolo       | Ruolo               | Note                                      |
| ---- | ------ | ------------ | ------------------- | ----------------------------------------- |
| 2012 | Mnet   | M! Countdown | presentatore ospite | con i B.A.P, RT M! Countdown (2012-02-23) |

## Riconoscimenti
| Anno | Award          | Categoria           | Risultato       |
| ---- | -------------- | ------------------- | --------------- |
| 2011 | Allkpop Awards | Best Hip Hop Artist | Vincitore/trice |